# Algar de Mesa
Algar de Mesa település Spanyolországban, Guadalajara tartományban. Algar de Mesa Tartanedo, Villel de Mesa, Calmarza, Milmarcos és Sisamón községekkel határos. Lakosainak száma 46 fő (2024).

## Népesség
A település lakosságának változását az alábbi diagram mutatja:
| Lakosok száma | 77   | 75   | 65   | 56   | 77   | 58   | 62   | 55   | 53   | 46   |
|               | 2001 | 2004 | 2006 | 2009 | 2011 | 2014 | 2016 | 2019 | 2021 | 2024 |